# Goundafa
Goundafa är ett stamområde i Marocko.   Det ligger i regionen Marrakech-Safi, 400 km söder om huvudstaden Rabat.